# Honda Spree

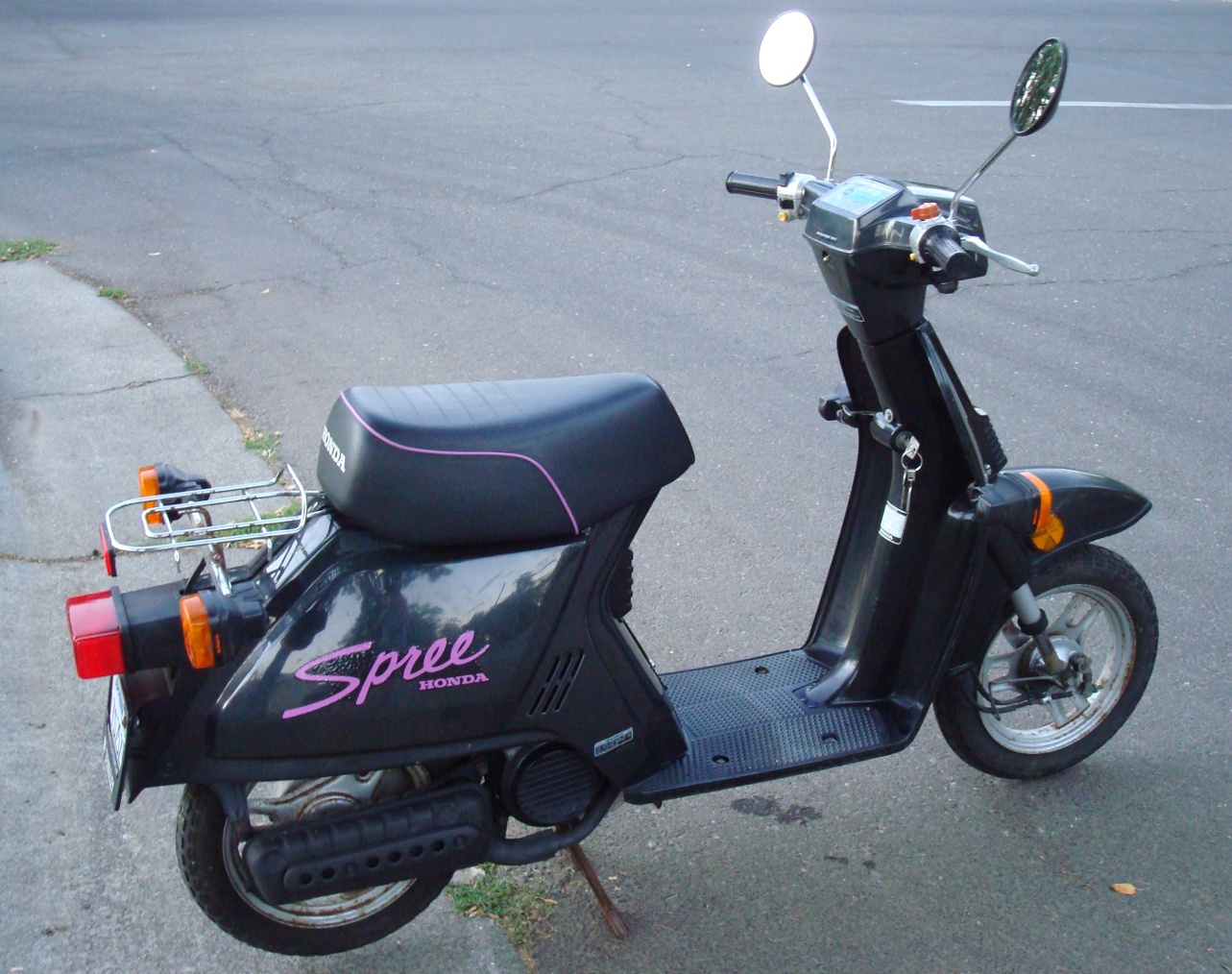
Honda Spree av 1986 års modell.

Honda Spree är en skoter från Honda men en tvåtaktsmotor på 49 cc. Den tillverkades mellan 1984 och 1987 och klassades som moped i många stater i USA. Utanför USA och Kanada såldes den även under namnen Nifty 50, Eve och Smile.